# 和勇
和 勇（わ ゆう、生年不詳 - 1474年）は、明代の軍人。もとの名は脱脱孛羅。モンゴルアスト部の出身。

## 生涯
北元の和寧王アルクタイの孫にあたる。1434年（宣徳9年）、アルクタイがオイラトのトゴンに殺害されると、子の阿卜只俺は明に帰順した。宣徳帝は阿卜只俺を左都督に任じ、北京に邸を賜った。1435年（宣徳10年）、阿卜只俺が死去すると、脱脱孛羅が指揮使の職を嗣ぎ、錦衣衛に俸給を受けた。1453年（景泰4年）、前軍都督僉事に進んだ。1457年（天順元年）、脱脱孛羅は都督同知に進み、和勇の姓名を賜った。両広で瑤族の反乱が多発していたため、和勇は游撃将軍となり、モンゴル人の降兵1000人を率いて征討に赴いた。ときに総兵の顔彪には将略がなく、反乱の勢いはますます盛んになっていた。広西巡撫の呉禎が降兵を殺して功績と称し、賞与を得たことから、顔彪はこれの真似をして、平民を殺して勝利と報告した。1463年（天順7年）、朝廷は顔彪の官を進め、和勇もまた右都督に進んだ。1464年（天順8年）、反乱討伐の功績に実体がなかったことが発覚すると、御史や給事中たちが顔彪らを弾劾した。和勇は俸給を停止され、事官に降格された。
1465年（成化元年）、趙輔と韓雍が大藤峡の反乱軍征討に出立すると、和勇は部下を率いて従軍した。その冬、反乱軍を破ると、左都督に進んだ。1467年（成化3年）、召還されて効勇営での訓練を監督した。和勇は大藤峡の戦いで趙輔と同等の功績を挙げたと訴えて、封爵を求めた。1469年（成化5年）6月、靖安伯に封じられた。1474年（成化10年）2月、死去した。諡は武敏といった。
子の和忠は錦衣衛指揮使となった。